# Sommeerbaarheid
In de wiskunde is sommeerbaarheid een eigenschap van bepaalde oneindige rijen getallen die wordt uitgedrukt als "de rij {\displaystyle (a_{n})} is sommeerbaar". Sommeerbaarheid van een rij wordt vastgelegd door het al of niet bestaan van een limiet van de rij van partiële sommen van zo'n rij. Een rij die niet sommeerbaar is, heet daarom dan ook niet sommeerbaar.

## Formele definitie
Een gegeven rij getallen:
{\displaystyle (a_{k})_{k=1}^{\infty }=(a_{1},a_{2},\ldots ,a_{n},\ldots )}
heet sommeerbaar als de limiet van de {\displaystyle n}-de partiële som bestaat (en eindig is), als {\displaystyle n} naar oneindig gaat. Dus als met:
{\displaystyle s_{N}=\sum _{k=1}^{N}a_{k}=a_{1}+a_{2}+\ldots +a_{N}}
ook het getal {\displaystyle S} bestaat waarvoor:
{\displaystyle \lim _{N\to \infty }s_{N}=S}
In plaats van sommeerbaar wordt soms, en niet correct, het woord convergent gebruikt.

## Voorbeelden
- Gegeven is de oneindige rij:

{\displaystyle (t_{k})_{k=1}^{\infty }=(t_{1},t_{2},\ldots ,t_{n},\ldots )}
waarbij:
{\displaystyle t_{1}=a,\quad t_{n+1}=t_{n}\cdot r,\quad n\geq 1,\quad |r|<1}
Dan is:
{\displaystyle s_{N}=a+ar+ar^{2}+\ldots +ar^{N-1}}
en:
{\displaystyle r\cdot s_{N}=ar+ar^{2}+\ldots +ar^{N-1}+ar^{N}}
Aftrekking geeft:
{\displaystyle (1-r)s_{N}=a(1-r^{N})\quad } of {\displaystyle \quad s_{N}=a\cdot {\frac {1-r^{N}}{1-r}}}
Hierbij is {\displaystyle \lim _{N\to \infty }r^{N}=0}, zodat:
{\displaystyle S=\lim _{N\to \infty }s_{N}={\frac {a}{1-r}}}
En daarmee is de rij {\displaystyle (t_{k})} een sommeerbare rij.
- Voor de rij {\displaystyle (t_{k})_{k=1}^{\infty }} waarbij {\displaystyle t_{k}={\tfrac {1}{\surd k}}} is, geldt:

{\displaystyle s_{N}=1+{\tfrac {1}{\surd 2}}+\ldots +{\tfrac {1}{\surd N}}}
Hierbij is direct duidelijk dat met {\displaystyle N=2,3,\ldots }:
{\displaystyle s_{N}>N\cdot {\tfrac {1}{\surd N}}=\surd N}
Daaruit volgt dat {\displaystyle \lim _{N\to \infty }s_{N}} niet bestaat. De rij is daarmee niet sommeerbaar.
- De rij {\displaystyle (t_{k})_{k=1}^{\infty }} met {\displaystyle t_{k}={\tfrac {1}{k(k+1)}}} is sommeerbaar. Immers:

{\displaystyle s_{N}={\tfrac {1}{1\cdot 2}}+{\tfrac {1}{2\cdot 3}}+\ldots +{\tfrac {1}{N(N+1)}}}
Of ook (zie Telescoopsom):
{\displaystyle s_{N}=(1-{\tfrac {1}{2}})+({\tfrac {1}{2}}-{\tfrac {1}{3}})+\ldots +({\tfrac {1}{N}}-{\tfrac {1}{N+1}})=1-{\tfrac {1}{N+1}}}
Zodat {\displaystyle \lim _{N\to \infty }s_{N}=1}.